# Pinson Bonham

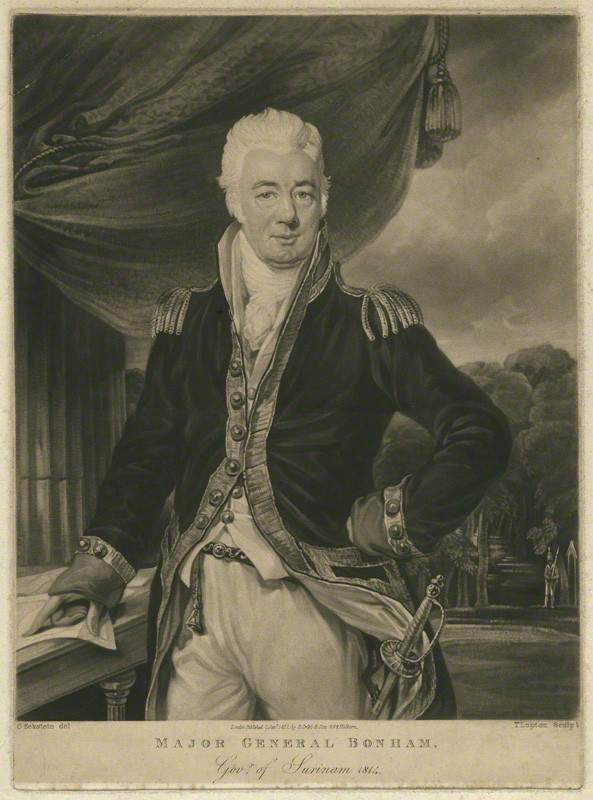
Pinson Bonham

Pinson Bonham (Great Warley, 1762 — aldaar, 19 april 1855), was een Brits militair. Van 1811 tot 1816 was hij gouverneur van Suriname. Hij was de laatste Brit in die functie, en werd opgevolgd door Willem Benjamin van Panhuys.

## Carrière
Bonham werd in 1789 als officier toegevoegd aan het 60e infanterieregiment. In 1791 werd hij luitenant. In 1794 werd hij brigade-majoor en onderbevelhebber onder generaal Cornelius Cuyler. In 1795 werd hij majoor van het 82e infanterieregiment. In 1797 werd hij luitenant-kolonel. Hij diende nu op Martinique onder generaal Cuyler. Onder luitenant-generaal William Grinfield nam hij deel aan expedities tegen Saint Lucia en Tobago, en tegen Demerary en Berbice. In 1802 kreeg hij zes maanden verlof, maar nog voor die om waren werd hij teruggeroepen naar West-Indië, waar hij in de nacht van 3 juni 1803 deelnam aan de bestorming van fort Morne Fortuné op Saint Lucia. In 1805 werd hij bevorderd tot kolonel, in 1807 tot generaal-brigadier, en in 1811 tot generaal-majoor. In 1819 werd hij tot luitenant-generaal bevorderd.

## Suriname
Bonham werd in 1810 in Suriname gedetacheerd als commandant van de Britse troepen aldaar. Na de dood van gouverneur Charles Ferdinand Bentinck werd hij op 11 oktober 1811 gouverneur van Suriname. Op 17 oktober vaardigde Bonham een proclamatie voor een volkstelling uit; vastgesteld werd dat in Suriname ruim 57 duizend personen leefden, slaven inbegrepen. In zijn missive van 30 maart 1812 meldt hij dat in Suriname geen verslag bleek bijgehouden van de geboorten of sterfgevallen van slaven, en dat Suriname ook geen wetten of voorschriften kende voor de verbetering of onderricht van de slaven. Op 26 mei 1814 vaardigde hij een edict uit dat een eind maakte aan een overeenkomst van 29 september 1735, waarin was bepaald dat Asjkenazische Joden in Suriname geen lid konden worden van de gemeenschap van Sefardische Joden en omgekeerd - wat in de praktijk huwelijken tussen beide groepen onmogelijk had gemaakt. Voortaan hadden beide groepen dezelfde status.

Bonham trachtte te bewijzen dat ontvanger N.W. de Reus en de handelaar W.A. Carstairs probeerden de kolonie te benadelen. Hij stond op gespannen voet met de hoofdambtenaren van de kolonie, die probeerden zijn werk te saboteren.
Bij het Verdrag van Londen (1814), in 1815 bekrachtigd door het Congres van Wenen, werd Suriname weer teruggegeven aan Nederland. Op 26 februari 1816 droeg Bonham daarom zijn functie over aan Willem Benjamin van Panhuys.

## Privé
Bonham werd geboren in Essex en was de oudste zoon van Samuel Bonham en Sarah Richardson. Hij was gehuwd met Agnes Skeete, met wie hij een zestal kinderen kreeg. Tijdens zijn verblijf in Suriname kregen ze in 1812 een dochtertje, Jane, dat binnen een half jaar overleed en werd begraven op de begraafplaats Nieuwe Oranjetuin te Paramaribo. Haar grafbijschrift luidt: "Daughter of major general Pinson Bonham, governor of this Colony, and Agnes Skeete his wife."

Zijn echtgenote overleed in 1852. Bonham overleed drie jaar later in zijn geboorteplaats.